# Nynke de Zoeten
Nynke de Zoeten (Leiden, 1970) is een Nederlandse televisiejournalist en presentator.

## Biografie
Na haar schoolopleiding aan het Stedelijk Gymnasium in Leiden studeerde zij maatschappijgeschiedenis aan de Erasmus Universiteit in Rotterdam.
Haar carrière in de media begon bij BNR Nieuwsradio, waar zij parlementair verslaggever was en een eigen interviewprogramma met politici presenteerde. In 2004 begon zij - tegelijk met Joost Karhof - op tv bij de actualiteitenrubriek Nova/Den Haag Vandaag, als opvolgster van Wouke van Scherrenburg. Eind 2008 verschoof zij haar werkzaamheden van Den Haag Vandaag naar het onderdeel Nova om grotere reportages te maken.
Af en toe is zij in andere programma's te zien: zo was zij op 11 februari 2009 ‘tafeldame’ van Matthijs van Nieuwkerk in De Wereld Draait Door. Zij werkte ook korte tijd bij het Venezolaanse tv-station Globovisión om de journalistiek in een Zuid-Amerikaans land te leren kennen.
Bij een door de VARAgids georganiseerde poll onder Tweede Kamerleden, gepubliceerd op 8 december 2009, werd De Zoeten verkozen tot beste parlementair verslaggever van 2009. Zij liet met miniem verschil de ex aequo geëindigde Frits Wester, Bram Schilham, Dominique van der Heyde en Max van Weezel achter zich.
Sinds september 2010 is Nynke de Zoeten parlementair verslaggever voor Nieuwsuur.